# 16953 Besicovitch
16953 Besicovitch è un asteroide della fascia principale. Scoperto nel 1998, presenta un'orbita caratterizzata da un semiasse maggiore pari a 3,1403256 UA e da un'eccentricità di 0,2126156, inclinata di 14,75738° rispetto all'eclittica.